# Elaeocarpus floresii
Elaeocarpus floresii är en tvåhjärtbladig växtart som beskrevs av R. Weibel. Elaeocarpus floresii ingår i släktet Elaeocarpus och familjen Elaeocarpaceae. Inga underarter finns listade i Catalogue of Life.